# Santa Amalia, Spanien
Santa Amalia är en kommunhuvudort i Spanien.   Den ligger i provinsen Provincia de Badajoz och regionen Extremadura, i den centrala delen av landet, 250 km sydväst om huvudstaden Madrid. Santa Amalia ligger 252 meter över havet och antalet invånare är 4 361.
Terrängen runt Santa Amalia är platt, och sluttar söderut. Runt Santa Amalia är det ganska glesbefolkat, med 21 invånare per kvadratkilometer. Närmaste större samhälle är Don Benito, 14,3 km öster om Santa Amalia. Trakten runt Santa Amalia består till största delen av jordbruksmark.